# Šimun Babić
Šimun Babić, hrvaški ekonomist in pedagog, * 1899, † 1970.
Bil je predavatelj na Ekonomski fakulteti v Zagrebu.

## Dela
- Ekonomske in socialne posledice mašinizma
- Mednarodna trgovina ali zaprto gospodarstvo
- Proizvodnja, realizacija in kapitalna graditev
- Uvod v ekonomiko podjetij